# Trematocranus microstoma
Trematocranus microstoma es una especie de peces de la familia Cichlidae en el orden de los Perciformes.

## Morfología
Los machos pueden llegar alcanzar los 23,2 cm de longitud total.

## Alimentación
Come larvas de insectos y crustáceos.

## Hábitat
Es una especie de clima tropicalentre 24 °C-26 °C de temperatura y que vive entre 4-20 m de profundidad.

## Distribución geográfica
Se encuentra en África):  lago Malawi.